# Croisilles (Orne)
Croisilles település Franciaországban, Orne megyében. Lakosainak száma 193 fő (2022. január 1.). Croisilles Saint-Germain-de-Clairefeuille, Coulmer, Gacé, Ginai, Ménil-Froger, Ménil-Hubert-en-Exmes, Le Ménil-Vicomte, Résenlieu és Gouffern en Auge községekkel határos.

## Népesség
A település népességének változása:
| Lakosok száma | 202  | 202  | 208  | 207  | 209  | 209  | 210  | 201  | 193  |
|               | 2013 | 2015 | 2016 | 2017 | 2018 | 2019 | 2020 | 2021 | 2022 |